# San Martín del Obispo

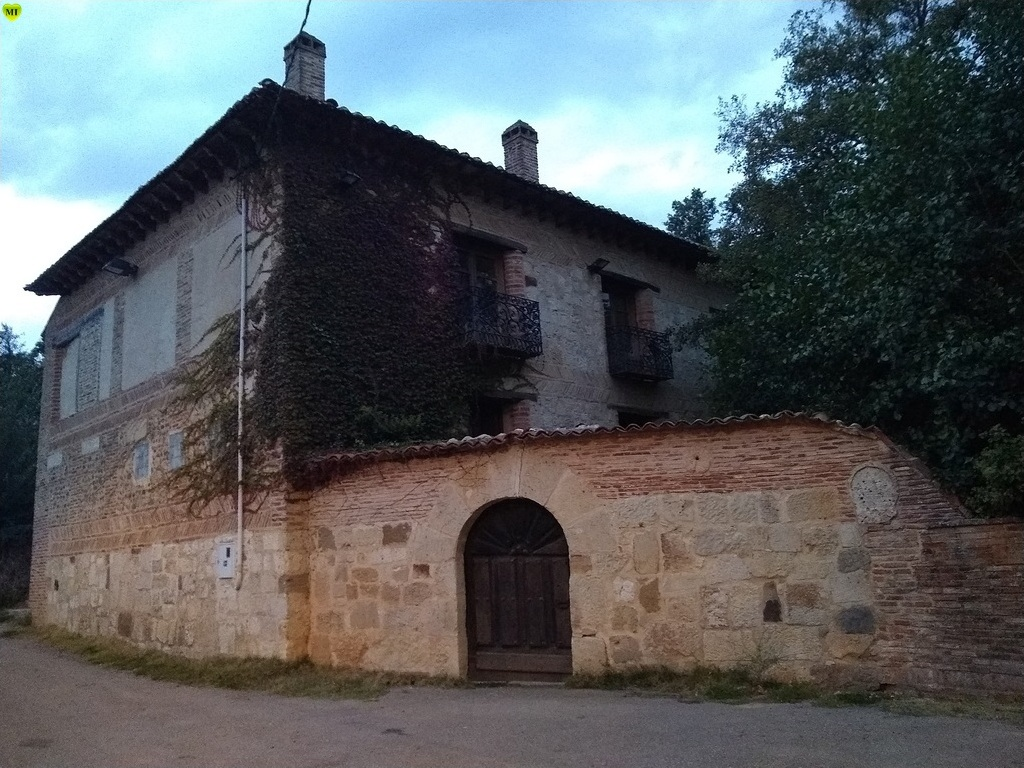
El molino

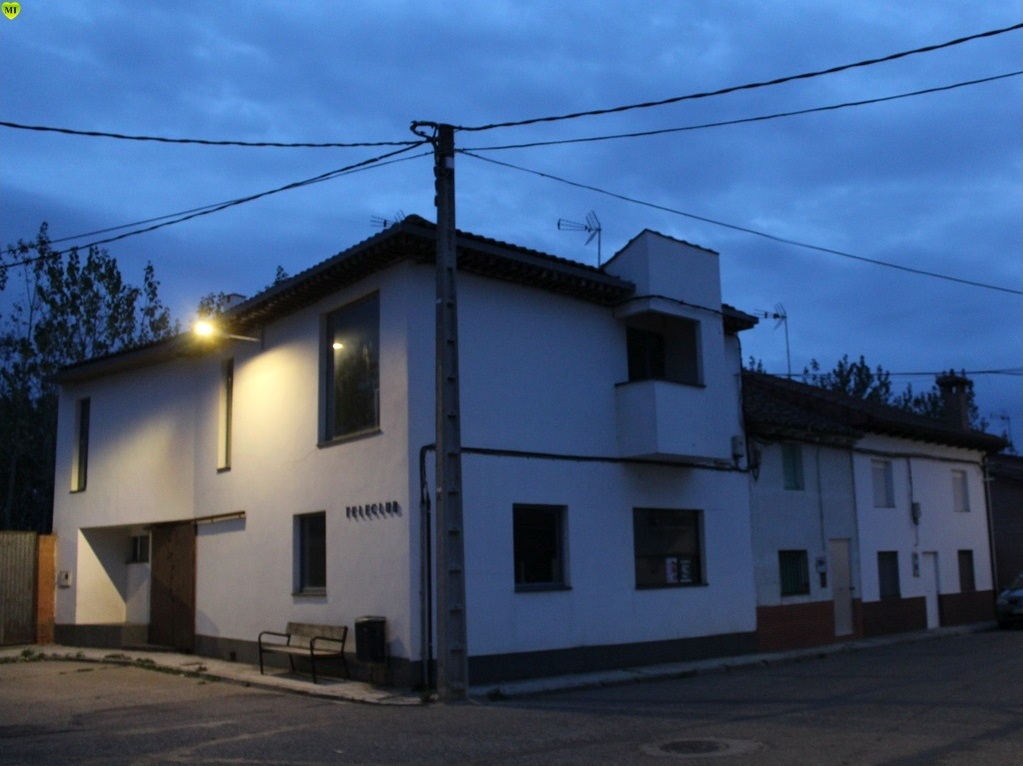
Teleclub

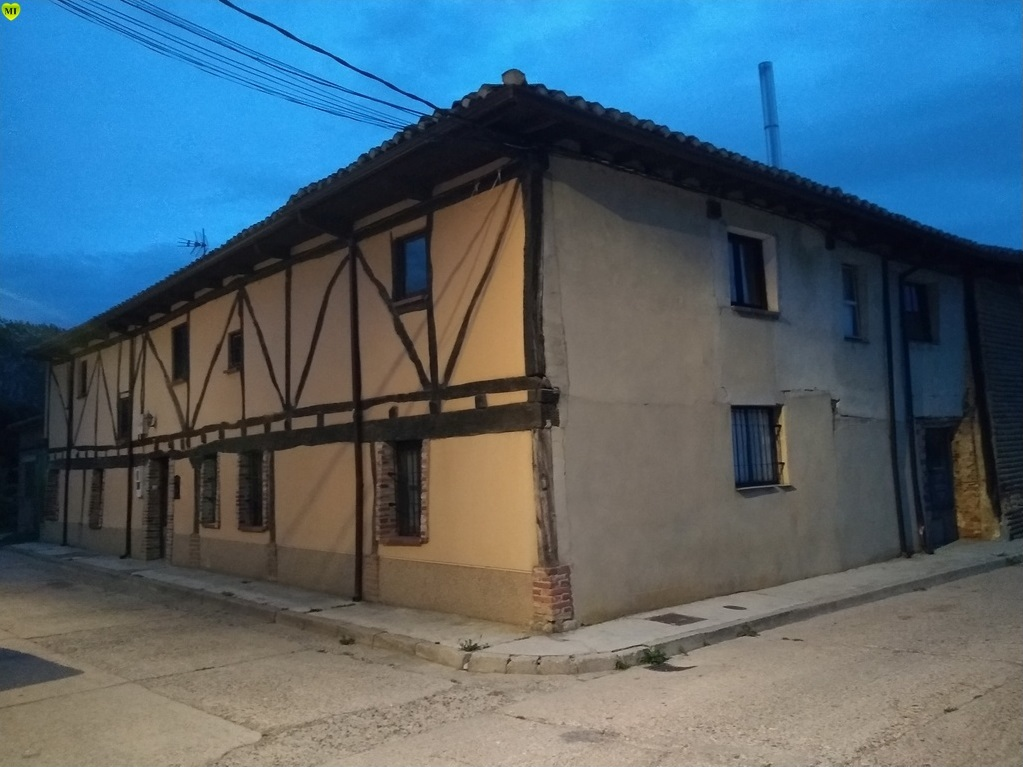
Casa con vigas vistas

San Martín del Obispo es una localidad del municipio de Saldaña situada en la provincia de Palencia, comunidad autónoma de Castilla y León (España). Está enclavada en la comarca natural de Vega-Valdavia.

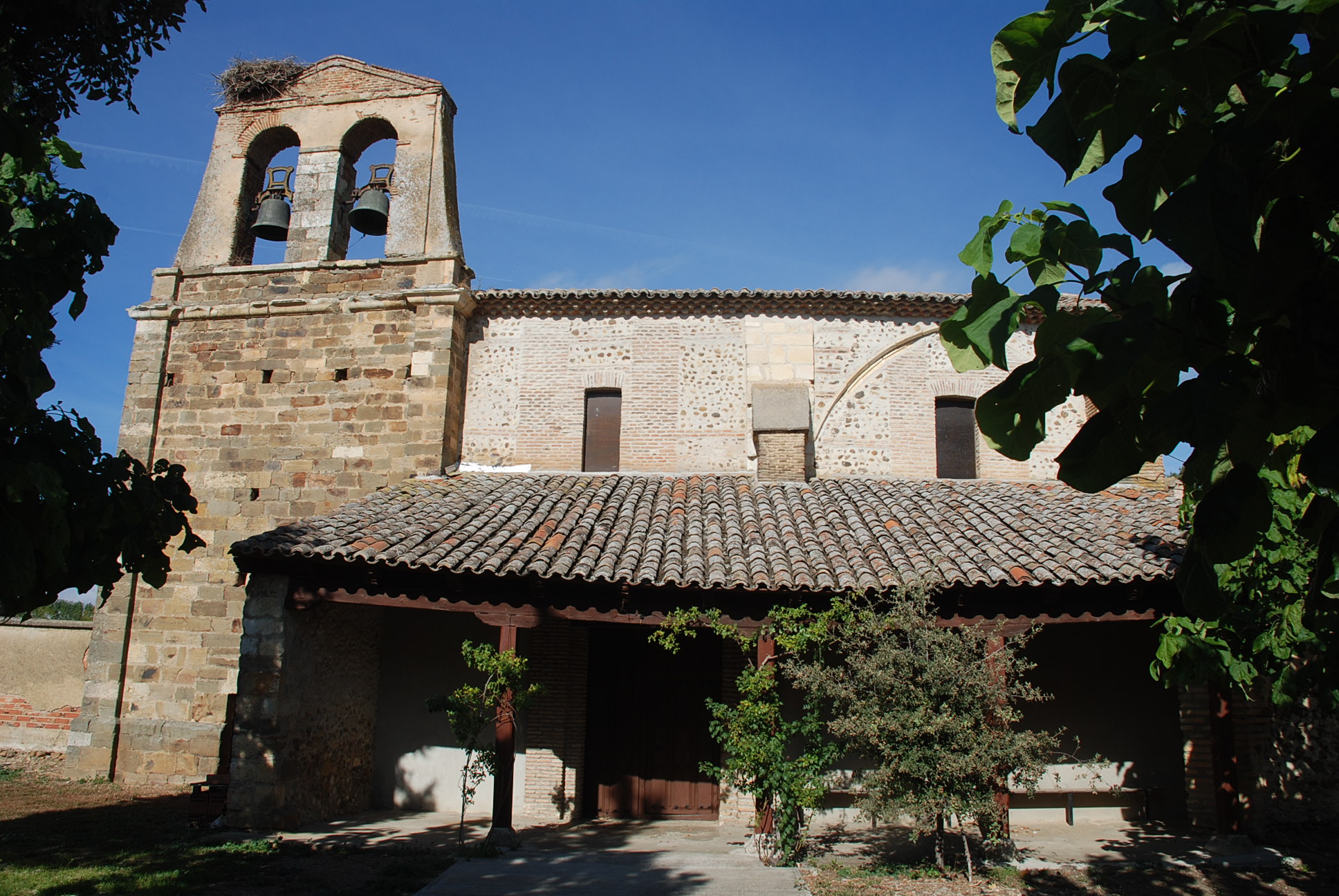
Iglesia de San Martín de Tours.

## Situación
La localidad está situada en la margen derecha del río Carrión, sobre la llanura fluvial de dicho curso. El casco urbano, contiguo a la ribera de la Perihonda, aparece rodeado por tierras de labor y plantaciones de chopos. 

## Accesos
La localidad se encuentra 1,4 kilómetros al oeste de Saldaña, accediéndose a ella por la carretera local conocida como “de la vega”.

## Topónimo
Ya en los Becerros de las Presentaciones de León y de las Behetrías (siglos XIII-XV) aparece “Sant Martino del Obispo”, nombre que procede del patronímico San Martín, refiriéndose a este santo francés, obispo de Tours, titular de la parroquia. La segunda parte del nombre se debe quizás al haber sido este lugar propiedad del obispo de León. 

## Demografía
Evolución de la población en el siglo XXI
| Gráfica de evolución demográfica de San Martín del Obispo entre 2000 y 2021 |
|                                                                             |
| Población de derecho (2000-2021) según el padrón municipal del INE          |